# 北京公交601路
北京公交601路現時為北京公交第四客運分公司（原第七客運分公司←專線客運分公司）運營的一條線路，前身為801路，由和平东桥開往地铁北宫门站。北京公交曾有一條編號為601的公交線路，現為87路。

## 簡介及歷史

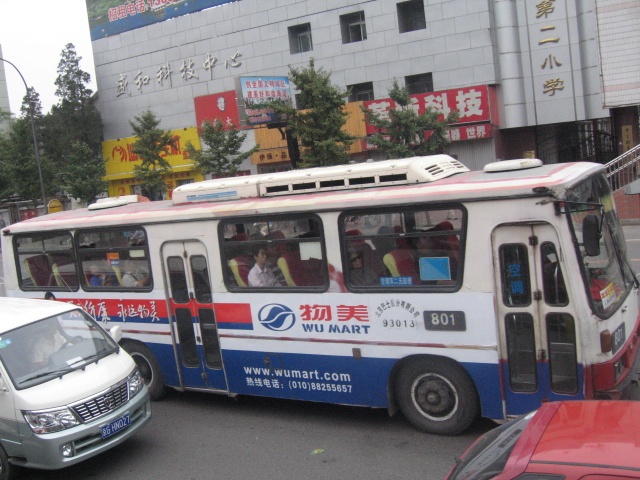
801路的一輛BK6980CFK型（2005年9月攝於中关村北大街）

601路的前身為1997年8月開通的空調巴士801路，由工大東站（祁家墳）開往頤和園北宮門，是北京第二條空調公交線路（第一條是1997年7月開通的808路）。801路行駛的主要路段為三環路、白頤路，用車为北京客車總廠生產的BK6980CFK型空調巴士，這批車輛一直使用至2005年，其後被宇通ZK6118HGE型取代。
801路於2008年將車輛更換為京華BK6160K2型非空調铰接客车，2010年11月26日更名為601路，2015年9月16日縮短至和平東橋，同時改走知春路、北土城西路一線，不再經過中關村大街。
1998年，801路被中国共产主义青年团北京市委員會命名為北京市青年文明號線路，更名為601路之後於2011年被團中央命名為全國青年文明號線路，並於同年9月21日授牌，而北京公交現時有四條全國青年文明號線路，另外三條分別是19路、374路、387路。
801路曾開辦由北宮門開往四方橋西的快車，2007年9月16日改為683路，但已於2014年1月22日取消。

## 車站一覽
| 車站名稱 | 和平東橋     | 和平西橋   | 安貞橋西   | 安華橋西     | 马甸桥东         | 馬甸橋北         | 健德門西         | 牡丹园西         | 塔院小區南門     | 知春路           |
| 位置     | 北三環東路   | 北三環東路 | 北三環中路 | 北三環中路   | 北三環中路       | 京藏高速輔路     | 北土城西路       | 北土城西路       | 北土城西路       | 知春路           |
| 車站名稱 | 白塔庵东     | 白塔庵北   | 保福寺橋南 | 保福寺橋西   | 中關村一街       | 中關村北         | 中關園           | 中關園北站       | 清華大學西門     | 圓明園南門       |
| 位置     | 知春路       | 中關村東路 | 中關村東路 | 北四環西路   | 北四環西路       | 中關村北大街     | 中關村北大街     | 中關村北大街     | 中關村北大街     | 清華西路         |
| 車站名稱 | 頤和園路東口 | 西苑       | 坡上村     | 地鐵北宮門站 | 各站点双向均停靠 | 各站点双向均停靠 | 各站点双向均停靠 | 各站点双向均停靠 | 各站点双向均停靠 | 各站点双向均停靠 |
| 位置     | 頤和園路     | 頤和園路   | 頤和園路   | 頤和園路     | 各站点双向均停靠 | 各站点双向均停靠 | 各站点双向均停靠 | 各站点双向均停靠 | 各站点双向均停靠 | 各站点双向均停靠 |

## 收費
原801路於2006之前實行5公里以內票價2元，每增加3公里以內加價1元的票制，全程票價高達11元，平均每公里車費0.3元。
現時，601路實行12公里以內票價1元，每增加5公里以內加價0.5元的票制，最高票價3.5元，對使用北京市政交通一卡通者實行4折優惠（学生卡2折）。
2014年年末，北京公交更改票制为10公里以内2元，每增加5公里以内加价1元（十五五票制），最高票价7元。市政公交一卡通实行5折优惠（学生卡2.5折）。